# Congressional Space Medal of Honor
Congressional Space Medal of Honor (pol. Kongresowy Kosmiczny Medal Honoru) – odznaczenie Stanów Zjednoczonych Ameryki ustanowione w 1969, nadawane za wybitne zasługi lub bohaterstwo astronautom Narodowej Agencji Aeronautyki i Przestrzeni Kosmicznej (NASA).

## Historia, organizacja i zasady nadawania
Congressional Space Medal of Honor został ustanowiony przez Kongres Stanów Zjednoczonych 29 września 1969 w celu uhonorowania „każdego astronauty, który podczas pełnienia obowiązków wyróżnił się wybitnymi zasługami i doniosłymi dokonaniami dla dobra narodu i ludzkości”. Może być także nadany pośmiertnie astronautom, którzy zginęli w trakcie wykonywania amerykańskiej misji kosmicznej. Rekomendującym przyznanie medalu jest administrator (dyrektor naczelny) NASA, a w imieniu Kongresu wręcza go prezydent Stanów Zjednoczonych. Pierwsze nadanie medalu odbyło się 1 października 1978.
Medal jest jednoklasowy i znajduje się na pierwszym miejscu w precedencji odznaczeń NASA. Choć należy do kategorii nagród cywilnych, rząd Stanów Zjednoczonych zaliczył go także do grupy odznaczeń wojskowych, żeby – stosownie do swojej rangi – mógł być noszony na mundurze amerykańskich Sił Zbrojnych (w tym wypadku baretkę medalu umieszcza się za baretkami odznaczeń wojskowych).

## Insygnia
Odznaka medalu ma formę dwóch gwiazd umieszczonych jedna w drugiej i nałożonych na zielony wieniec laurowy, nad którym znajduje się złoty orzeł z rozpostartymi skrzydłami. Jest zawieszona na wstążce z dziewięcioma symetrycznymi paskami o pięciu kolorach (żółty, granatowy, niebieski, biały i czerwony). Medal jest zawieszany na szyi osoby odznaczonej, która dodatkowo otrzymuje jego miniaturę na wstążce (noszoną na piersi), miniatury odznaki i gwiazdy (przypinane do klapy marynarki lub żakietu) oraz baretkę.